# Bataille du Boulou (1794)
Pour les articles homonymes, voir Bataille du Boulou.
Première Coalition
Batailles
La deuxième bataille du Boulou, également appelée bataille du camp de Boulou, qui eut lieu du 30 avril au 1er mai 1794, durant la guerre du Roussillon pendant les guerres de la Révolution française contre la Première Coalition, s'est terminée par une victoire française. 

## Prélude
Le général Dugommier, déjà célèbre par ses succès dans les Alpes, et plus encore par la reprise de Toulon sur les Anglais, avait succédé au général Dagobert, mort après la prise d'Urgel.
Maîtres de Collioure, de Port-Vendres et du fort Saint-Elme, les Espagnols occupaient, avec plus de trente mille hommes, toute la partie des Pyrénées qu'arrose le Tech, et s'étendant par une longue chaîne de postes successifs sur la rive gauche
de cette rivière, ils couvraient ainsi les places dont ils s'étaient emparés, et garantissaient la frontière maritime de toute invasion.
 Pedro Agustín Girón commanda d'abord l'armée espagnole pendant les premières opérations de Dugommier contre cette dernière.
Le marquis de Las Amarillas (es), que les relations espagnoles peignent comme un officier plus propre à briller à la cour qu'a diriger habilement une armée, au lieu de réunir une masse de troupes pour opposer un point central de résistance aux Français, avait disséminé ses forces dans tous les lieux que Dugommier paraissait vouloir menacer, et manœuvrait comme si, inférieur en nombre à son ennemi, il eût été réduit au simple rôle de partisan. Le général français se disposait à tirer avantage de l'impéritie de son adversaire, et déjà, par quelques légers succès, il avait préludé à de plus grands, lorsque la cour de Madrid, mieux éclairée sur ses propres intérêts, remplaça le marquis de Las Amarillas (es) par Luis Fermín de Carvajal, comte de la Union.
Le comte de la Union resserra davantage ses forces, et s'efforça de les concentrer avec autant de soin que Las Amarillas avait mis à les éparpiller. Il réunit le gros de l'armée espagnole dans la plaine de Boulou, et s'enferma dans des lignes fortifiées et garnies d'artillerie. Deux redoutes, celles de Montesquiou et de la Trompette, construites avec le plus grand soin, couvrirent le flanc droit du camp le plus exposé aux attaques des Français. La gauche des Espagnols s'étendait depuis Céret jusqu'à Oms, et leur droite s'appuyait sur Collioure et Port-Vendres.
Cependant le comité de salut public envoyait courriers sur courriers au général Dugommier pour lui faire attaquer les deux dernières places. Le général Dugommier, qui connaissait tout l'inconvénient du plan tracé par le comité de salut public, se détermina à n'agir que d'après ses propres vues, en attaquant les Espagnols dans leur position de Boulou. 

### Combat d'Oms
Le général Dugommier chercha d'abord à donner le change à ces derniers, en ébranlant sa droite, et en y attirant une partie des forces de son ennemi.

Ce mouvement occasionna le combat d'Oms, où la gauche du comte de la Union fut défaite, le 28 avril par les 1 200 chasseurs de la Légion des Allobroges commandés par le capitaine Dessaix,.
Le 29 avril, 3 000 espagnols contre-attaquaient. Les chasseurs se replièrent de butte en butte et de position en position pour amuser l'ennemi pendant toute la journée.

Le 30 avril, la 2e bataille du Boulou, commençait.

## La bataille
Le 30 avril, l'attaque fut générale sur toute la ligne.
 La division du général Pérignon, forte de 6 000 hommes d'infanterie et de 1 000 chevaux, passa le Tech à Saint-Jean-de-Pagés et Banyuls-dels-Aspres. Le but de ce mouvement était de s'emparer des redoutes de la Trompette et de Montesquiou, afin de couper la droite des Espagnols par le centre de la ligne, et d'empêcher ainsi la retraite des troupes du camp sur Bellegarde.
Une colonne se portait en même temps sur Banyuls, pour menacer les Espagnols, postés sur les deux rives du Tech. La brigade du général Martin, dépassant le centre de l'armée par une marche brusque et forcée, devait gagner le sommet des Albères, pour s'emparer de cette position. Tous ces mouvements s'exécutèrent avec une grande précision. Le général Pérignon attaqua la redoute de la Trompette avec la plus grande résolution. En vain le commandant espagnol opposa t-il une vive résistance, la redoute fut emportée malgré le secours qu'amenait le prince de Montfortes. Une autre partie de la même division Pérignon effectuait en même temps l'attaque de la redoute de Montesquiou, où les Espagnols se défendirent avec encore plus d'opiniâtreté qu'à la Trompette. Après plusieurs heures de combat, les Français n'avaient pu parvenir à forcer les premiers retranchements, lorsque le général Pérignon fit marcher à leur secours une partie des troupes qui venaient de s'emparer de la première redoute. Ce renfort décida la prise de la seconde redoute, qui fut bientôt assaillie et enlevée par les grenadiers français. Le commandant espagnol don Francisco Javier Venegas fut blessé de deux coups de feu dans cette action.
La nuit était tombée et les feux allumés par le général Martin sur la hauteur des Albères annonçaient la réussite de cette troisième attaque. Banyuls avait été également forcé, et la division de gauche avait pris position près de ce village, attendant le jour avec une grande impatience.
Le 1er mai, à cinq heures du matin, les Français marchent sur les deux rives du Tech, et attaquent simultanément le camp de Boulou. L'alarme était répandue parmi les troupes qui le défendaient. La prise des deux redoutes, l'occupation des Albères, avaient paralysé leur courage. La terreur augmenta lorsqu'on apprit que le chemin de Bellegarde était occupé par une colonne française. Ce chemin était le seul qui pût encore offrir une retraite facile.
 La nouvelle qu'il était coupé ôtait toute espérance de salut. Aussi la déroute qui s'ensuivit fut-elle une des plus complètes
que l'histoire militaire nous retrace, et quelques écrivains n'ont pas craint de la mettre en parallèle avec celle de Rossbach. Le comte de la Union ne parvint à rallier ses troupes que plusieurs jours après, sous les murs de Figueras.
Cependant ce général avait eu la précaution de faire porter au général Navarro l'ordre d'abandonner Banyuls-sur-Mer et Argelès, de se mettre en mesure de conserver Collioure et Port-Vendres, et de lui envoyer de suite 500 chevaux, avant que le col de Banyuls ne fût occupé par les Français. Si le général Navarro n'eût pas exécuté ce dernier ordre avec ponctualité, le comte de la Union se serait trouvé dans la nécessité d'abandonner Figueras.
C'est ainsi que Dugommier n'avait pas craint d'écarter le plan du comité de salut public, auquel il était si dangereux de désobéir. Mais le succès fit excuser la témérité du général, et la Convention, dans son enthousiasme, décréta que Dugommier et l'armée sous ses ordres avaient bien mérité de la patrie. Les Français venaient en effet de combattre, dans ces deux journées, avec une intrépidité et un dévouement dignes des plus grands éloges. Entre autres traits particuliers, on a cité celui-ci, qui mérite de trouver place dans nos annales :
Au moment où les Espagnols, obligés de fuir, passaient le Tech pour se dérober à la poursuite du vainqueur, Baudrier, fusilier au 28e régiment d'infanterie, s'élance dans la rivière, la passe à la nage, et perd son fusil dans la traversée. Parvenu sur le bord opposé, il s'attache à la poursuite de trois Espagnols qui continuaient à fuir. Il atteint le dernier, s'empare de sa baïonnette, et le poignarde. Il prend ensuite le fusil du mort, tire sur le second Espagnol, le tue, et, sans se donner le temps de recharger son arme, il assomme le troisième a coups de crosse.
Les pertes des Espagnols fut considérable. Ils laissèrent sur le champ de bataille, et dans les montagnes, un grand nombre de morts, et près de 2 000 hommes dans les mains de leurs ennemis. Dugommier ne perdit point de temps, et sut mettre à profit la victoire de Boulou. Il donna l'ordre au général Augereau de remonter la vallée du Tech vers Prats-de-Mollo, de traverser les montagnes de Saint-Laurent-de-Cerdans, et d'attaquer les Espagnols sur la Mouga.
Le 6 mai, Augereau arriva devant le Saint-Laurent-de-la-Mouga, situé sur cette rivière, à la tête de 4 000 hommes.